# Solihull Moors Football Club
Solihull Moors Football Club é um clube de futebol semi-profissional da Inglaterra, com sede na cidade de Solihull. Fundado em 2007 (18 anos), disputa a National League, equivalente à quinta divisão do futebol inglês. Tem como estádio o Damson Park, com capacidade para 3 050 pessoas. Liam McDonald é o atual treinador do clube.

## Títulos
- National League: 1

2015-16
- Birmingham Senior Cup : 1

2015–16